# Jaspidiconus fluviamaris
Jaspidiconus fluviamaris is een slakkensoort uit de familie van de Conidae. De wetenschappelijke naam van de soort is voor het eerst geldig gepubliceerd in 2011 door Petuch & Sargent.